# Кенасса в Вильнюсе
Кенасса в Вильнюсе — наиболее современная караимская кенасса; находится в Жверинасе (лит. Žvėrynas) по адресу г. Вильнюс, ул. Любарто, 6.

## История

### Создание
В течение нескольких десятков лет виленские караимы арендовали жилое помещение под молитвенный дом. Желая иметь собственное здание кенассы, они обратились в Виленское городское общественное самоуправление, которое безвозмездно выделило караимской общине участок земли под постройку в Зверинце по улице Городской, 6. В начале 1908 года был организован «Комитет по сооружению кенаса в Вильно», в который вошли: бывший трокский газзан Финеес Малецкий (председатель), Иосиф Соломонович Лопатто (казначей), Ромуальд Лопатто, братья Маврикий и Ахиэзер Зайончковские, Адольф Шпаковский. Большой вклад в работу комитета внесли Моше Дурунча и Альфонс Пилецкий. Комитет организовал сбор пожертвований на строительство кенассы среди караимов Российской империи, привёл в порядок выделенный участок земли, который был очищен от сосновой рощи и обнесён деревянным забором, и устроил сукку — помещение для встречи праздника Суккот.

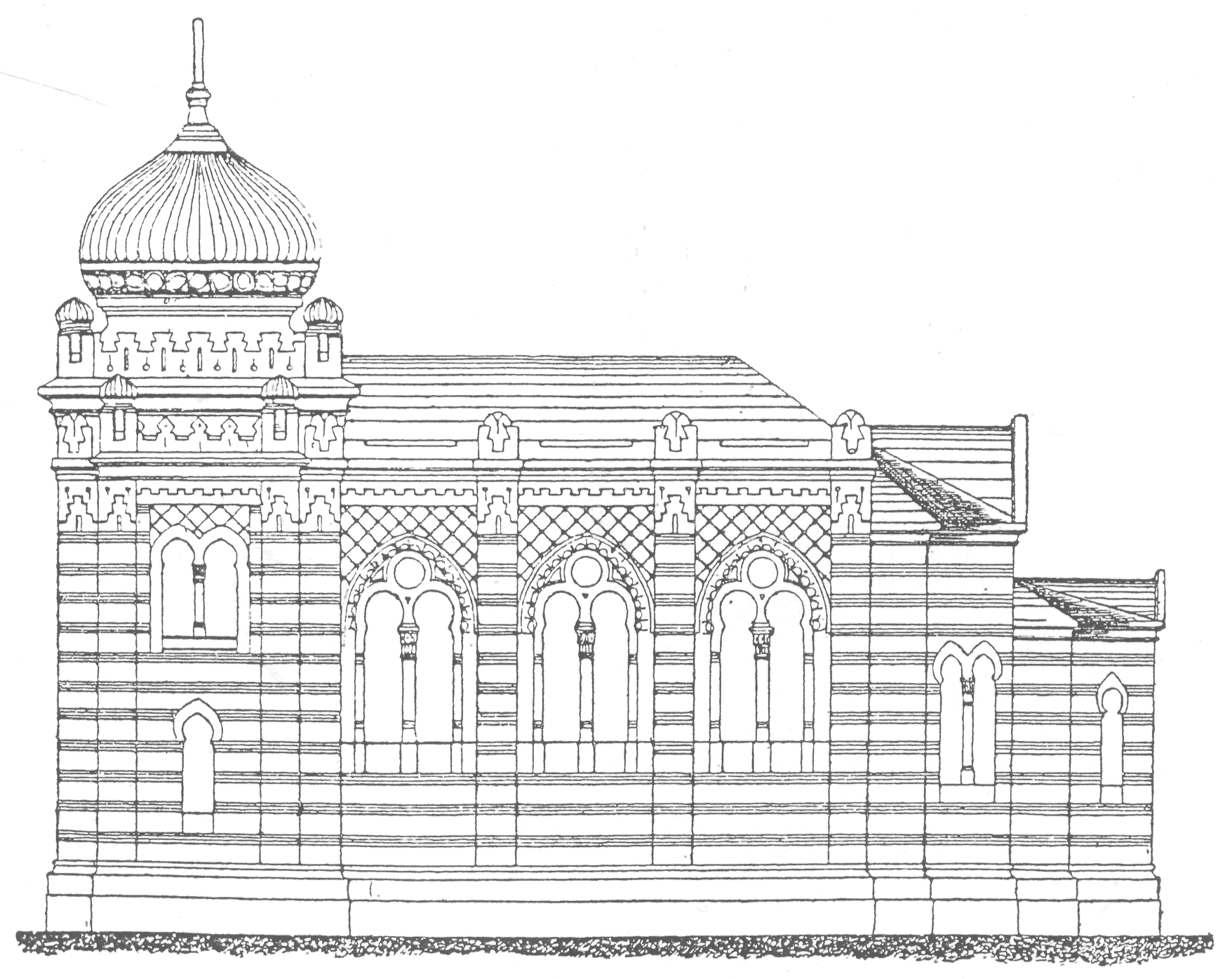
Кенасса в Вильнюсе (план)

Торжество закладки кенассы состоялось 30 октября (12 ноября) 1911 года. На нём присутствовали члены местной и трокской общин, исполняющий обязанности трокского гахама, старший газзан Исаак-Богуслав Фиркович, младший газзан Анания Дубинский и председатель Комитета Финеес Малецкий, составивший и издавший в виде брошюры «Порядок молитвы по случаю основания караимской кенесы в г. Вильне в лето от сотворения мира 5672». Доход от продажи брошюры поступил в фонд по постройке кенассы. Строительство началось после церемонии закладки в фундамент первого камня по проекту русского архитектора Михаила Прозорова, хотя концептуальный дизайн кенассы разработал Финеес Малецкий. По мнению некоторых исследователей, проект кенассы был вдохновлён Королевским павильоном в Брайтоне в Великобритании (архитектор Джон Нэш, 1815—1821). Против фасада строящейся кенассы по распоряжению Виленского городского самоуправления была прорезана новая улица, получившая название Караимской. До 1913 года были возведены стены и уложена крыша. Рядом с кенассой за счёт братьев Ромуальда и Иосифа Лопатто был построен одноэтажный деревянный дом для культурно-образовательных целей общины, где находилась редакция журнала «Караимское слово» и проводились богослужения.
Строительные работы прерывались дважды: в 1913 году из-за нехватки средств на окончание внутренней отделки, а затем и осенью 1915 года из-за немецкой оккупации. И только в 1921 году они были возобновлены. В новый комитет по постройке вошли: А. Абкович, М. Дурунча, Э. Юткевич, Э. Кальфа, Э. Кобецкий, И. Козырович, И. Лопатто, А. Пилецкий, Н. Робачевский, А. Шишман и З. Тынфович. Руководили комитетом вначале М. Дурунча, а затем Э. Кобецкий. Освящение кенассы было проведено спустя два года — 9 сентября 1923 года. Однако собрания верующих здесь было разрешено проводить только в 1928 году, когда и был выбран первый газзан (в 1927 году обязанности газзана исполнял Финеес Аронович Малецкий).
По проекту Ф. А. Малецкого купол кенассы был увенчан шпилем с венцом из лучей, исходящих от символического изображения Скрижалей Завета ажурной работы. Позднее Скрижали заменил национальный герб караимов.

### Период забвения

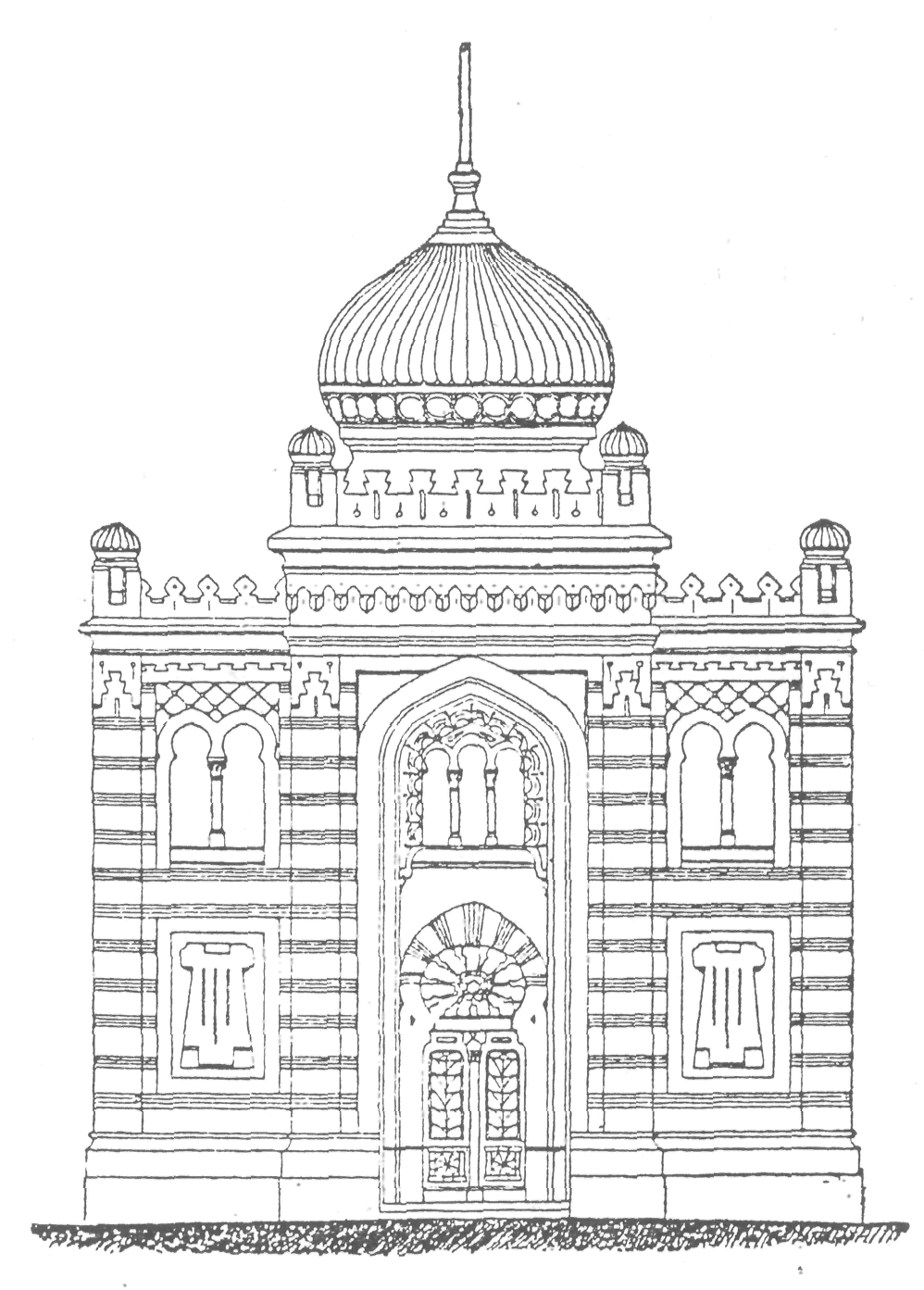
Кенасса в Вильнюсе (план)

В 1949 году согласно решению Совета по делам религиозных культов Совета министров СССР кенасса была закрыта. В течение около 40 лет здание кенассы принадлежало государству, и поначалу оно не использовалось. После в здании размещался архив геодезической службы, помещение было сделано жилым.
В этот период было утеряно много мебели и утвари. Так, исчез позолоченный алтарь с кипарисами, пропали персидские ковры, аналой, шторы, алтарь, подсвечники, две люстры, деревянные скамейки. Висячие люстры были переданы караимской общине Галича.

### Современный этап

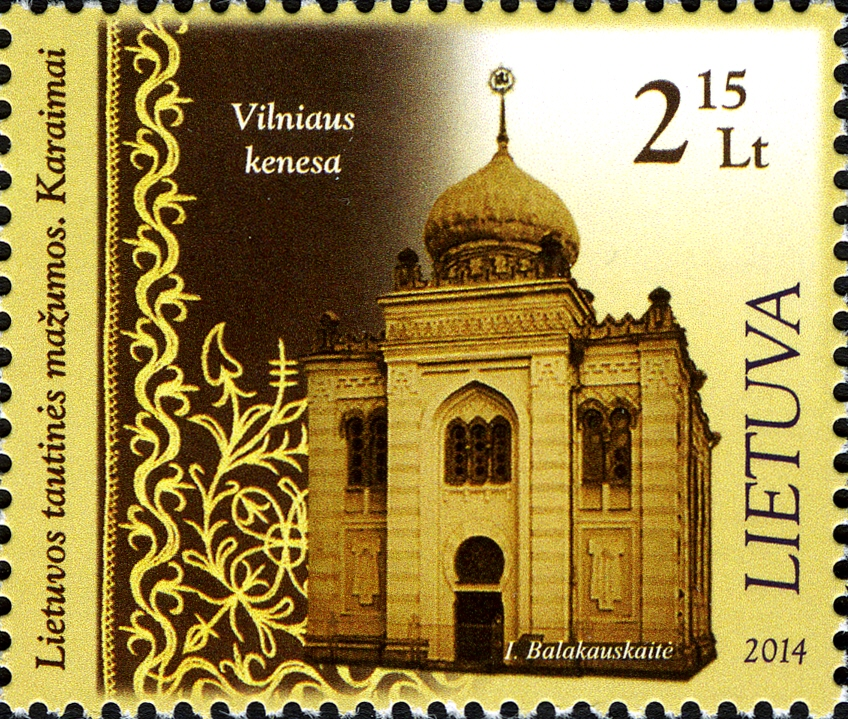
Вильнюсская кенасса на марке Почты Литвы

В 1989 году кенасса была снова передана караимскому религиозному обществу в Литве, а 9 марта 1989 года Михаил Фиркович провёл торжественное богослужение. В течение пяти лет восстановительных работ здание было реконструировано. Торжественное открытие здания состоялось в середине октября 1993 года и продолжалось два дня. Оно было приурочено к торжествам, посвящённым профессору Ананию Зайончковскому. На торжествах присутствовали: чрезвычайный и полномочный посол Турции в Литве, министр культуры Литвы, ректор Вильнюсского государственного университета, караимы из Польши. Единственным представителем караимов России был И. Фуки, который передал караимам Литвы поздравительный адрес от чрезвычайного и полномочного посла Литвы в России, караима по национальности, Ромуальдаса Козыровичюса.
В 2014 году Почта Литвы выпустила марку с изображением вильнюсской кенассы тиражом 40 тысяч экземпляров.

## Газзаны
- Малецкий, Финеес Аронович, и. о. газзана в 1927 году
- Лобанос, Иосиф Иосифович (1929—1937)
- Абкович, Рафаэль Авраамович (1938—1946)
- Фиркович, Михаил Иосифович

### Комментарии
1. ↑  По другим данным, первый камень в фундамент кенассы был заложен ещё в 1908 году[5]